# Casa Senyorial de Vārme
La Casa Senyorial de Vārme (en letó: pilsen Vārmes Muižas ) va ser una casa senyorial a la històrica regió de Curlàndia, al Municipi de Kuldīga a l'oest de Letònia. Construït al segle xix, en l'actualitat allotja l'escola de primària Vārme.